# Avenue Delcassé
L'avenue Delcassé est une voie du 8e arrondissement de Paris, en France.

## Situation et accès
L'avenue Delcassé est une voie publique située dans le 8e arrondissement de Paris. Elle débute au 28, rue de Penthièvre et se termine au 37, rue La Boétie. 
Elle est située dans le prolongement de l'avenue Percier côté nord et de l'avenue Matignon côté sud.

## Origine du nom

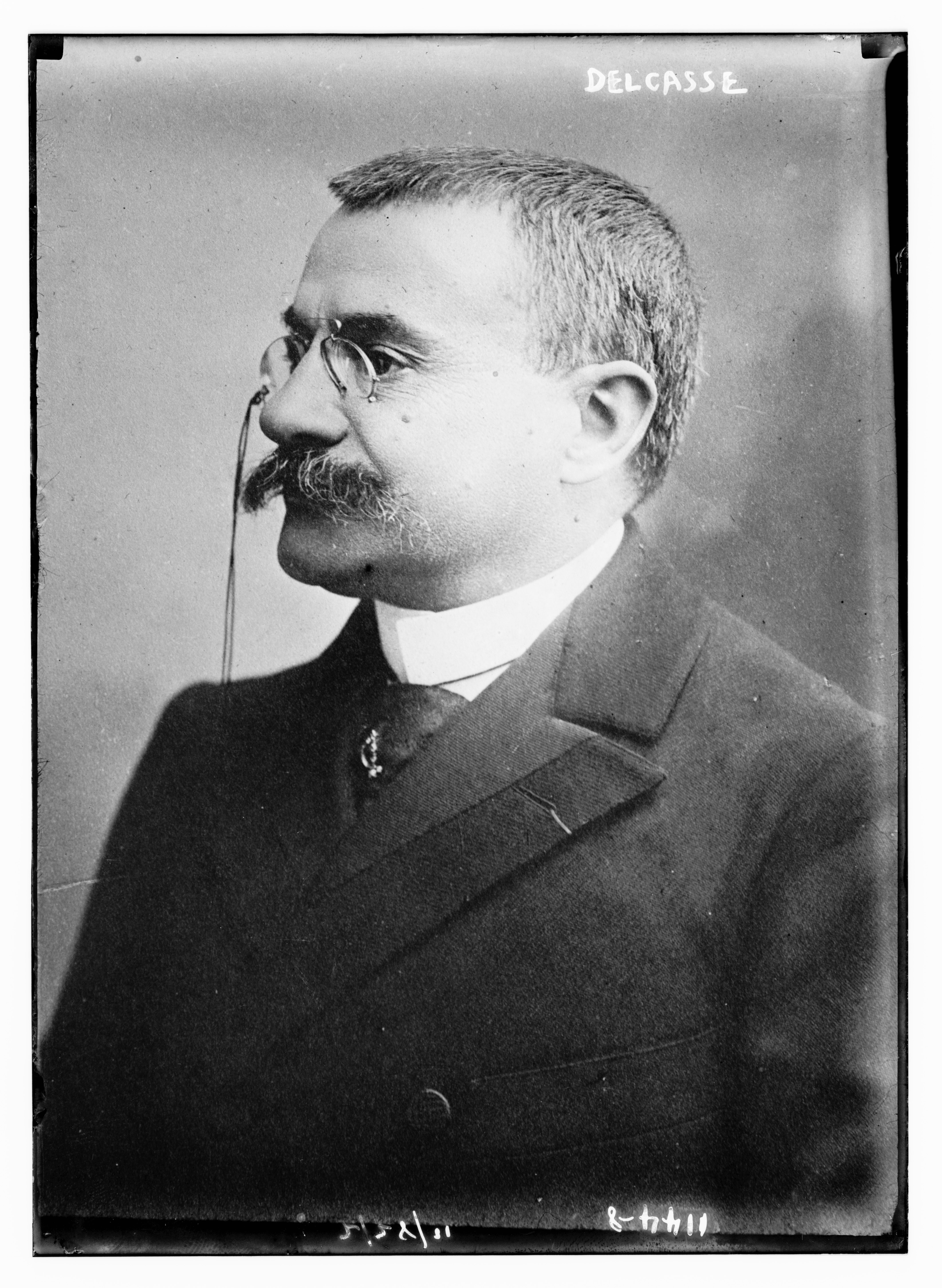
Théophile Delcassé.

Elle porte le nom de Théophile Delcassé (1852-1923), homme politique français de la IIIe République.

## Historique
Cette voie ouverte par un décret du 30 juillet 1932 a été nommée « avenue Delcassé » par un arrêté du 21 juillet 1934.

## Bâtiments remarquables et lieux de mémoire
- Angle no 1 et 28, rue de Penthièvre : anciennement l'une des dix casernes construites en 1780 grâce à l'influence du maréchal de Biron pour loger les Gardes françaises, auparavant casernées chez l'habitant. La caserne Penthièvre, également appelée « caserne de la grande rue Verte », fut affectée au logement de trois compagnies de Gardes françaises, puis affectée à l'infanterie. Reconstruite au XXe siècle, elle est aujourd'hui affectée à la Garde républicaine.
- Nos 8-10 : bâtiment d'origine datant de 1940, restructuré à plusieurs reprises (1989, 2007, 2023) ; ancien siège d'Altarea Cogedim[2].
- No 11 : siège de l'Association française des entreprises privées (AFEP).

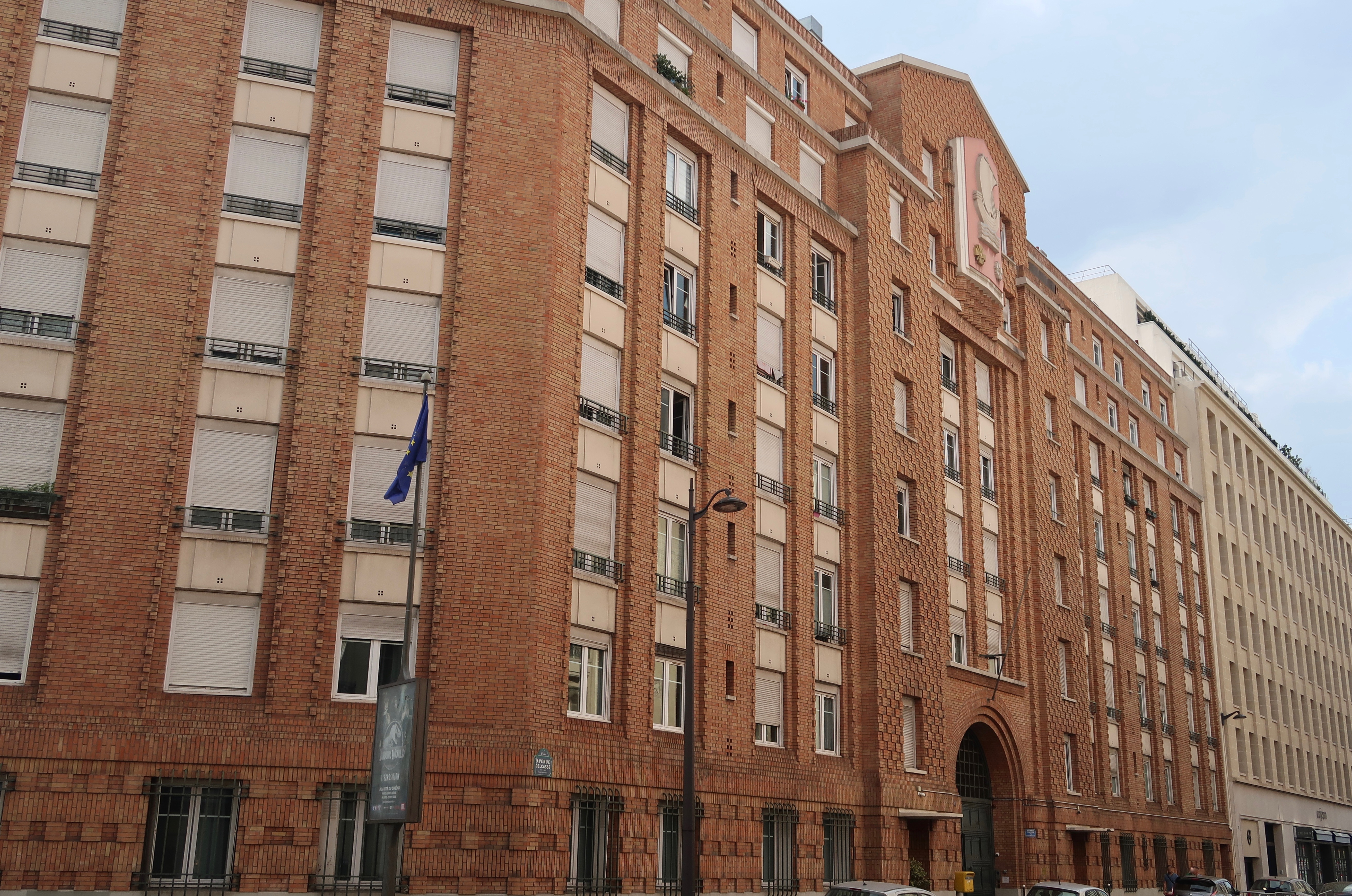
Caserne.
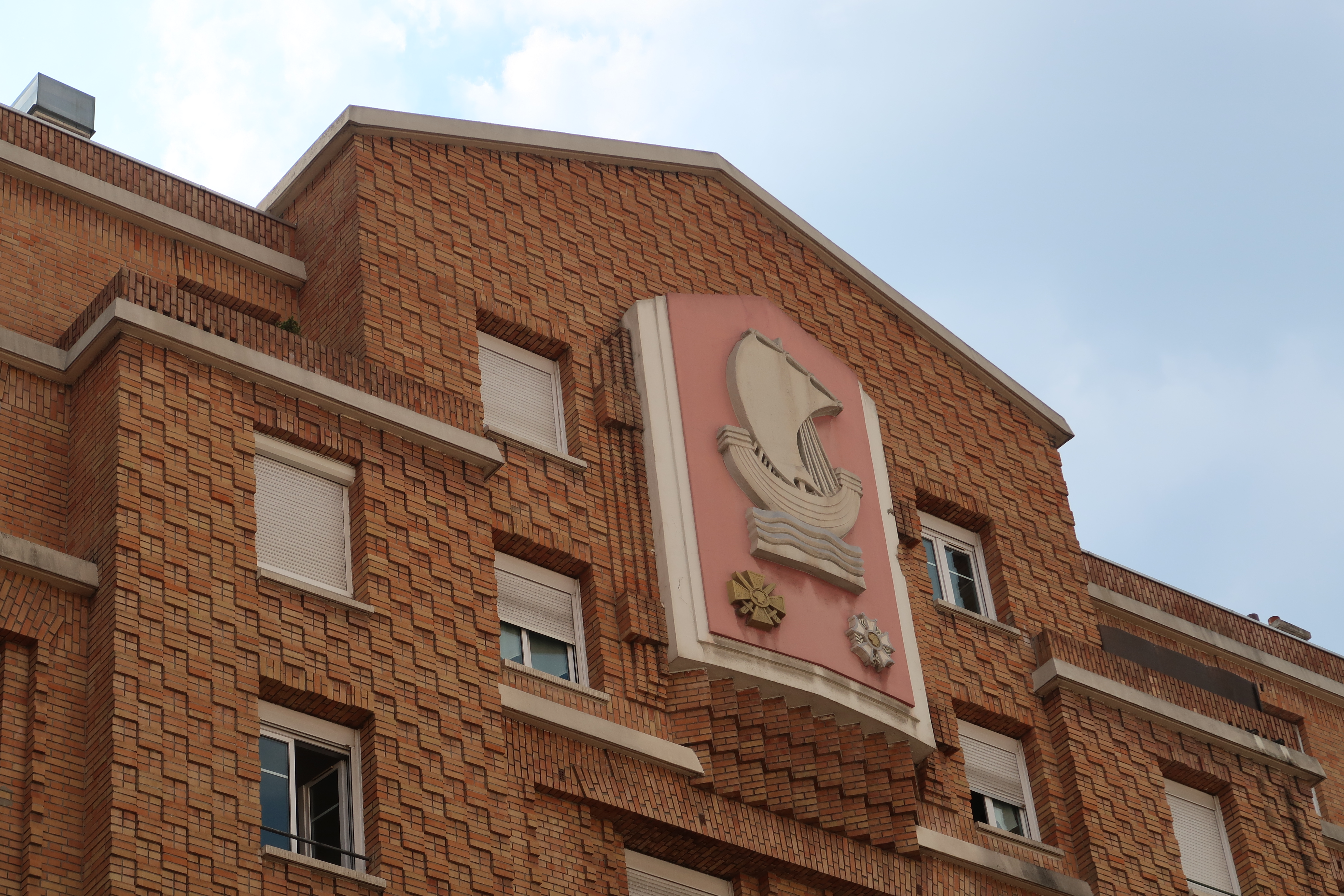
Fronton de la caserne.